# Armoiries de l'île de Man

Armoiries de l'île de Man.

Les armoiries de l'île de Man, forme longue officielle armoiries de Sa Majesté en vigueur dans l'île de Man, en anglais Arms of Her Majesty in right of the Isle of Man, sont entrées en vigueur le 12 juillet 1996.

## Description
Ces armoiries se composent d'un écu central reprenant le triskèle et le rouge du drapeau de l'île de Man, surmonté par la couronne britannique, encadré par un faucon pèlerin à gauche et un corbeau à droite, le tout reposant sur la devise de l'archipel en latin inscrite sur un ruban : Quocunque Jeceris Stabit (« Où que tu le jettes, il restera debout »).
Le blasonnement des armoiries est le suivant :

« De gueules à un triquètre armé d'argent, aux liserés, éperons et genouillères d'or. Timbré d'une couronne impériale au naturel. Supporté à dextre par un faucon pèlerin et à senestre par un corbeau tous les deux au naturel. Devise : Quocunque Jeceris Stabit. »

## Signification
La présence d'un faucon pèlerin remonte au XVe siècle : en 1405, le roi d'Angleterre Henry IV cède l'archipel à Sir John Stanley sous condition de lui rendre hommage à lui et à chaque futur souverain d'Angleterre le jour du couronnement en offrant deux faucons pèlerins. Les descendants de Sir John Stanley règnent sur l'archipel durant 360 ans sous le titre de « seigneur de Man » jusqu'à ce que le roi Georges III ne récupère ce titre en 1765 mais le cadeau sous forme de deux faucons perdura jusqu'au couronnement de George IV en 1822.
Le corbeau est, quant à lui, un animal de superstitions et de nombreux noms de lieux y font référence. Le corbeau constitue aussi un héritage de la présence viking sur l'île car selon la mythologie nordique le dieu Odin est accompagné par deux corbeaux. Un drakkar viking, manœuvré par un équipage composé de Norvégiens et de Mannois lors d'un voyage entre la Norvège et l'île de Man en 1979, porte le nom de Corbeau d'Odin.
La couronne britannique fait référence au souverain du Royaume-Uni qui est aussi seigneur de Man.
La devise Quocunque Jeceris Stabit, associée à l'île de Man depuis 1300, est écrite en latin et signifie littéralement « Où que tu le jettes, il restera debout ». Cette devise est à l'origine celle des territoires sous le contrôle du clan MacLeod (originaire de l'île écossaise Lewis) : les îles Hébrides puis l'île de Man à partir de 1266.